# Joan Ferran i Serafini
Joan Ferran i Serafini (Barcelona, 13 de novembre de 1951) és un polític català, diputat al Parlament de Catalunya en la IV i V Legislatures.

## Biografia
Llicenciat en filosofia i lletres i diplomat en història contemporània per la Universitat Autònoma de Barcelona. Durant els anys 1970 va passar per les associacions Barrio Popular, pels FJIL, per la CNT i pels GARI, Fou empresonat pel règim franquista i alliberat gràcies a l'amnistia de 1977, reciclant-se políticament ingressant al Partit dels Socialistes de Catalunya. Ha treballat en el sector de l'ensenyament i també com a assessor tècnic de la primera tinència d'alcaldia de l'Ajuntament de Barcelona (1988-1990). Ha escrit articles d'opinió en diversos mitjans de comunicació. És director de la revista trimestral La Rosa de Barcelona. Actualment escriu en diferents mitjans digitals i participa en programes de ràdio i televisió.
Afiliat a la Unió General de Treballadors (UGT) i militant del Partit dels Socialistes de Catalunya (PSC-PSOE), ha estat director de Promoció Cívica de l'Ajuntament de Barcelona (1990-1992) i diputat per la província de Barcelona a les eleccions al Parlament de Catalunya de 1992, 1995, 1999, 2003 i 2006.Membre de la Comissió Ejecutiva del PSC (2000-2011) Primer secretari del PSC de Barcelona(2001-2008). Ubicat en els sectors d'esquerra del socialisme català,critic amb el nacionalisme, actiu en els moviments de solidaritat internacional i simpatitzant de grups animalistes. Va participar com observador internacional a diferents països (Referèndum Xile de 1988, Eleccions al Salvador i Guatemala, consell de guerra a Placido Micó a Guinea E) Participà també en el Foro Social Mundial de Porto Alegre i col·laborar amb ONGs ajuts humanitaris a l'Iraq.
És, des del desembre de 2006, portaveu adjunt del grup parlamentari Socialistes - Ciutadans pel Canvi (PSC-CpC) al Parlament.
Es va donar a conèixer al gran públic a través d'una polèmica entrevista a El Periódico de Catalunya, del 4 de desembre del 2007, on Ferran denunciava l'existència d'una "crosta nacionalista" en els mitjans de comunicació públics catalans (TV3 i Catalunya Ràdio) respecte dels quals hi afirmava  Quan un director de programa pronuncia arengues com les que se senten a primera hora del matí a Catalunya Ràdio disfressades d'informació confon els seus oients, que pensen que el que reben és informació. En una emissora pagada amb els diners de tots els ciutadans, els que són nacionalistes i els que no ho són, això és intolerable, encara que el locutor sigui una estrella de l'star system engreixat en l'últim quart de segle, fent referència al periodista Antoni Bassas responsable, des del 1995 fins al 2008, del programa El Matí de Catalunya Ràdio. Uns mesos després, Antoni Bassas abandonava Catalunya Ràdio.

## Obres
- Bajo el murmullo de los alisios (2021)
- Desde la Aspillera (2018)
  - ' Apùntes de necio (2016)
  - ' Esperando a Noé entre el Diluvio y la independencia (2015)
  - ' Destapando a Duran, el fin de una apariencia (2012)
  - ' 'El quadrenni dels barbars(2011)
  - Maleïda Crosta (2009)
  - ' Murmullos de apatrida (2008)
  - Entre tiempos (2006)
  - Els pamflets d'en Ferran (2006)
  - El llenguatge subterrani de la política (1982)